# هایپرآلژزی
هایپرآلژزی یا پر دردی (به انگلیسی: Hyperalgesia) به عارضه ای گفته می‌شود که در آن بیمار، درد را بیشتر از حد معمول خود احساس کند. این بیماری با آلودینیا که در آن فرد به وسیلهٔ یک محرک غیر درد زا احساس درد می‌کند، متفاوت است. آسیب به گیرنده‌های درد یا اعصاب محیطی می‌تواند باعث حساسیت بیش از حد محرک‌های محیطی شود. حساسیت بیش از اندازه محرک‌ها دلیل بسیاری از اختلالات مرتبط با دستگاه عصبی مانند درد مزمن، درد خیالی، آلودینیا و هایپرآلژزی است. پروستاگلاندین‌های E و F، برادی کینین و هیستامین مهم‌ترین عامل افزایش حساسیت گیرنده‌های درد هستند. ترشح پروستاگلاندین با افزایش موقت حساسیت درد در محل آسیب دیده همراه و پاسخی برای ترویج بهبودی و محافظت جهت بر طرف سازی عفونتِ رخ داده‌است. شناخت محرک‌های افزایش حساسیت درد، راهبردهایی را برای تسکین بیماری‌های درد زا ارائه نموده، به عنوان مثال آسپرین (اسید سالیسیلیک)، با مهار سیکلواکسیژناز، آنزیمی که در بیوسنتز پروستاگلاندین‌ها نقش دارد، درد را تسکین می‌دهد. هایپرآلژزی اغلب به وسیلهٔ آزمایش‌های سادۀ حسی تشخیص داده می‌شود اما در موارد پیچیده آن، از نقشه‌برداری عصبی استفاده می‌شود.
به دلیل شباهت بسیار بین اختلالات مرتبط با دستگاه عصبی مانند دردهای نورپاتی، آلودنیا و هایپرآلژزی روند مشابهی برای درمان این طیف اختلالات صورت می‌گیرد، درمان‌ها انواع مختلفی از داروها مانند داروهای ضد التهابی غیر استروئیدی، ضد افسردگی‌های سه حلقه ای و آنتاگونیست بوده و بسته به شدت و نوع درد تجویز می‌شوند.

## انواع
هایپرآلژزی را می‌توان در نواحی کانونی، مجزا یا به صورت پراکنده در سطح بدن تجربه کرد. مطالعات بالینی نشان داده بیماری هایپرآلژزی می‌تواند به دو صورت رخ دهد.
شکل کانونی معمولاً با آسیب همراه است و به دو زیر گروه تقسیم می‌شود:
1. هایپر آلژزی اولیه، حساسیت به درد را توصیف می‌کند که مستقیماً در بافت‌های آسیب دیده رخ می‌دهد.
2. هایپر آلژزی ثانویه حساسیت به درد را توصیف می‌کند که در اطراف بافت‌های آسیب دیده رخ می‌دهد.

مطالعات مختلف بر روی انسان و حیوان نشان داده‌است که هایپرآلژزی اولیه یا ثانویه می‌تواند حاصل مصرف طولانی مدت مواد اپیوئیدی باشد. هایپرآلژزی ناشی از اپیوئید ممکن است در نتیجه مصرف طولانی مدت اپیوئیدها در درمان درد مزمن یا گاه در نتیجه حساسیت دارویی صورت گیرد. تاثیر مصرف داروها بر می‌تواند آنقدر شدید باشد که تنها با قطع مصرف اپیوئیدها، هایپرآلژزی درمان شود.

## علل
هایپرآلژزی توسط فاکتور فعال کننده پلاکت (PAF) ایجاد می‌شود که در یک واکنش التهابی یا واکنش آلرژیک قرار می‌گیرد. این عارضه از طریق سلول‌های ایمنی سیستم عصبی محیطی رخ داده و مواد شیمیایی تولیدکننده درد (سیتوکین‌ها و کیموکین‌ها) را آزاد می‌کند.
مصرف‌کنندگان طولانی مدت اپیوئیدها (به عنوان مثال هروئین، مورفین) و کسانی که از داروهای مخدر با دوز بالا برای درمان درد مزمن استفاده می‌کنند، ممکن است دچار هایپرآلژزی شوند و درد نامتناسب با بیماری عصبی خود احساس کنند. این مسئله یک از شایع‌ترین دلایل از دست دادن اثربخشی و یکی از عوارض جانبی این داروها به‌شمار می‌آید. از آنجایی که تشخیص علت افزایش درد دشوار بوده، پر دردی اغلب با افزایش دوز اپیوئید همراه است و افزایش دوز دارو نیز به‌طور بالقوه هیپرآلژزی را بدتر می‌کند (هایپرآلژزی ناشی از اپیوئید است، اما پزشک اپیوئید بیشتری برای درمان آن تجویز می‌کند و هایپرآلژزی تشدید می‌شود). تحریک بیش از حد و مزمن گیرندههای اپیوئیدی، منجر به تغییر هموستازی مسیرهای سیگنال دهی درد در بدن با چندین مکانیسم عمل می‌شود. یکی از مسیرهای اصلی از طریق تحریک گیرنده نوسیسپتین است، بنابراین مسدود کردن این گیرنده‌ها می‌تواند وسیله‌ای برای جلوگیری از ایجاد پردردی باشد.
تحریک رشته‌های عصبی درد در یک الگوی منطبق با التهاب، نوعی تحریک طولانی مدت را در طناب پشتیِ نخاعی، ایجاد می‌کند. این اتفاق در جایی رخ می‌دهد که رشته‌های عصبی به ماده خاکستری اطراف مجرا متصل می‌شوند و اتصال به طناب نخاعی ممکن است راه دیگری برای ایجاد هایپرآلژزی باشد.
انتشار سیتوکین‌های پیش التهابی مانند اینترلوکین ۱ به وسیله لکوسیت‌های فعال شده توسط لیپوپلی ساکاریدها، اندوتوکسین‌ها و سایر سیگنال‌های عفونتی نیز حساسیت درد را به عنوان بخشی از پاسخ تکامل یافته به بیماری، افزایش می‌دهد.
طی یک بررسی علمی یکی از علل غیر معمول هیپرآلژزی کانونی، سم پلاتیپوس عنوان شد.

## تشخیص
آزمایش‌های ساده ای برای تشخیص هایپرآلژزی وجود دارد که به وسیله آن شدت و نوع درد را مورد بررسی قرار می‌دهند. از این آزمایش‌ها می‌توان به تحریک به وسیله پنبه، فشار انگشت، سوزن، محرک‌های سرد و گرم (به‌عنوان مثال غلتک‌های حرارتی فلزی با دمای ۲۰ درجه سانتی‌گراد و ۴۰ درجه سانتی‌گراد) اشاره کرد؛ در هایپرآلژزی پراکنده، به دلیل وسیع بودن دامنه دردزایی از نقشه‌برداری عصبی نیز استفاده می‌کنند.
از تست حسی-کمی می‌توان برای تعیین آستانه درد (کاهش آستانه درد نشان دهنده آلودینیا) و عملکردهای محرک/پاسخ (افزایش پاسخ درد نشان دهنده هایپرآلژزی) استفاده کرد. آلودینیای مکانیکی پویا را می‌توان با استفاده از پنبه یا برس نیز مورد ارزیابی قرار داد. در تست حسی-کمی از محرک‌های وزنی برای درک الگو فشار، اجسام سوزنی شکل برای درک کانون درد و یک تستر حرارتی برای درد میزان حساسیت به دما استفاده می‌شود.

## درمان

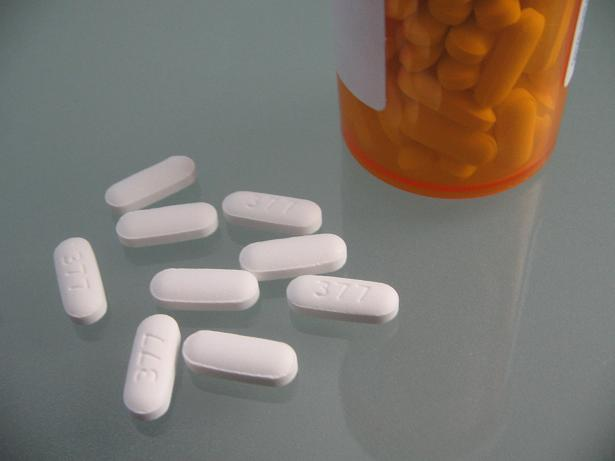
قرص ترامادول

هایپرآلژزی مشابه سایر دردهای مرتبط با تحریک یا آسیب عصبی،  آلودینیا و درد نوروپاتیک، بوده و ممکن است به درمان‌های استاندارد برای اختلالات عصبی، با استفاده از داروهای مختلف مانند SSRI، ضد افسردگی‌های سه حلقه ای، داروهای ضد التهابی غیر استروئیدی (NSAIDs)، گلوکوکورتیکوئیدها، گاباپنتین، پر گابالین، آنتاگونیست‌های NMDA و اپیوئیدهای غیر معمول مانند ترامادول پاسخ دهد. در مواردی که پردردی توسط مصرف دوزهای بالای اپیوئید ایجاد شده باشد، کاهش دوز ممکن است منجر به بهبود عملکرد درد شود؛ با این حال، مانند سایر اَشکال دردِ مرتبط با اختلال عملکرد عصبی، درمان هایپرآلژزی از نظر بالینی چالش‌برانگیز و یافتن یک دارو با ترکیب دارویی مناسب (برای یک بیمار خاص)، نیازمند آزمون و خطا است. تحقیقات اخیر نشان داده، استفاده از دستگاه‌های تحریک الکتریکی از طریق پوست نیز می‌تواند به کاهش درد ناشی از هایپرآلژزی کمک کند.